# Friedrich Egermann
Friedrich Egermann, född 1777 i Šluknov i Tjeckien, död 1864 i Nový Bor i Tjeckien, var en böhmisk glasfabrikör.
Egermann lanserade lithyalinglaset och utvecklade en metod att genom lasering förse glas med ett tunt gult eller rött ytskikt, som sedan kunde genomslipas för dekorativa effekter istället för överfångsglas.